# Hôtel de Ludre
L'hôtel de Custine ou hôtel de Ludre est un hôtel particulier élevé au XVIIIe siècle à Nancy, sur la place des Dames, par Germain Boffrand (premier architecte du duc Léopold Ier de Lorraine) pour Christophe de Custine (1661-1755), colonel du régiment des gardes du duc Léopold, conseiller d’État puis gouverneur de Nancy de 1729 à 1737 et grand bailli de la ville de 1738 à 1752.

## Histoire
Construit par le comte (puis marquis) Christophe de Custine, l'hôtel est plus connu sous le nom de son propriétaire postérieur : Charles-Louis de Ludre, qui en restera propriétaire jusqu'en 1793, date à laquelle il est vendu comme bien national.
Elzéar de Coriolis, père du physicien Gaspard-Gustave de Coriolis, rachète l'hôtel en 1794 pour y installer sa manufacture de papiers peints Louis Laugier (initialement située cours Léopold). La manufacture cesse son activité en 1812 à la mort de Coriolis.
L'hôtel est acquis en 1835 par le receveur du département de la Meurthe qui y installe la Recette principale. Depuis cette date, l'immeuble, devenu propriété de l'Etat en 1962, est occupé par des services fiscaux (trésorerie municipale notamment).
En 2012, c'est la société SNC hôtel de Ludre qui en est propriétaire .
Fortement remanié au XIXe siècle sur les parties des communs et de la cour, l'hôtel n'en conserve pas moins une grande partie de son décor intérieur.
L'hôtel est protégé à plusieurs titres : inscrit en 1944, site urbain depuis 1947 ainsi que secteur sauvegardé.